# Nati il 19 settembre
| Questa pagina contiene informazioni ricavate automaticamente dalle voci biografiche con l'ausilio del template Bio e di un bot. L'aggiornamento è periodico e automatico e ricostruisce completamente la pagina. Se manca una persona in questa lista, sei pregato di non aggiungerla, ma accertati piuttosto che la sua voce biografica contenga il template Bio e che i dati anagrafici siano correttamente compilati. Se il template Bio manca, inseriscilo tu stesso o, in alternativa, metti l'avviso {{tmp\|Bio}} che ne segnala la mancanza. Se i dati riportati sono sbagliati, correggi direttamente la voce biografica; le modifiche saranno visibili in questa lista entro pochi giorni. Per chiarimenti vedi il progetto biografie. La lista contiene solo le 1.224 persone che sono citate nell'enciclopedia e per le quali è stato implementato correttamente il template Bio. Pagina aggiornata al 9 ago 2025. |

## I secolo(1)
- 86 - Antonino Pio, imperatore romano († 161)

## IX secolo(1)
- 866 - Leone VI il Saggio, imperatore bizantino († 912)

## XI secolo(1)
- 1085 - Maria Comnena, principessa bizantina

## XIII secolo(1)
- 1245 - William de Vesci, nobile inglese († 1297)

## XIV secolo(2)
- 1356 - Obizzo IV d'Este, nobile italiano († 1388)
- 1377 - Alberto IV d'Asburgo, nobile († 1404)

## XV secolo(2)
- 1426 - Maria di Clèves, duchessa († 1487)
- 1477 - Ferrante d'Este, nobile e condottiero italiano († 1540)

## XVI secolo(7)
- 1504 - Girolamo Martinengo, abate italiano († 1569)
- 1505 - Alessandro d'Este, nobile († 1505)
- 1508 - Maria Paleologa, principessa († 1530)
- 1511 - Michele Serveto, teologo, umanista e medico spagnolo († 1553)
- 1551 - Enrico III di Francia, re († 1589)
- 1560 - Thomas Cavendish, navigatore, esploratore e corsaro inglese († 1592)
- 1600 - Hermann Busenbaum, gesuita e teologo tedesco († 1668)

## XVII secolo(10)
- 1603 - Lorenzo Marcello, ammiraglio e politico italiano († 1656)
- 1608 - Alfonso Litta, cardinale italiano († 1679)
- 1626 - Nicolás Fernández de Córdoba y Ponce de León, militare e marinaio spagnolo († 1693)
- 1632 - Giovanni Battista Merano, pittore italiano († 1698)
- 1669 - Enrichetta Cristina di Brunswick-Wolfenbüttel, duchessa († 1753)
- 1672 - Luigi II Gonzaga di Luzzara, nobile italiano († 1738)
- 1676 - Damian Hugo von Schönborn-Buchheim, cardinale e vescovo cattolico tedesco († 1743)
- 1683 - Lorenz Heister, chirurgo e botanico tedesco († 1758)
- 1684 - Robert Maynard, militare inglese († 1751)
- 1693 - Louis Charles Armand Fouquet de Belle-Isle, generale francese († 1747)

## XVIII secolo(42)
- 1711 - Charles Holmes, ammiraglio e politico inglese († 1761)
- 1721 - Préville, attore teatrale francese († 1799)
- 1721 - William Robertson, storico, storiografo e teologo scozzese († 1793)
- 1730 - Augustin Pajou, scultore francese († 1809)
- 1734 - Giuseppe de Gemmis, giurista e magistrato italiano († 1812)
- 1737 - Charles Carroll, politico statunitense († 1832)
- 1747 - James Archibald Stuart, politico e ufficiale britannico († 1818)
- 1749 - Jean-Baptiste Delambre, astronomo e matematico francese († 1822)
- 1759 - William Kirby, entomologo inglese († 1850)
- 1759 - Aleksej Borisovič Kurakin, politico russo († 1829)
- 1759 - Guillaume André Villoteau, musicologo e etnomusicologo francese († 1839)
- 1760 - Franz Joseph Saurau, politico e diplomatico austriaco († 1832)
- 1763 - Pasquale Maria Liberatore, giurista e economista italiano († 1842)
- 1769 - Charles de Gerville, archeologo e naturalista francese († 1853)
- 1770 - Johann Georg Repsold, astronomo tedesco († 1830)
- 1772 - Felisberto Caldeira Brant, militare e diplomatico brasiliano († 1842)
- 1772 - Matteo Fraccacreta, storico e poeta italiano († 1857)
- 1772 - Vicente López y Portaña, pittore spagnolo († 1850)
- 1774 - Giuseppe Gasparo Mezzofanti, cardinale, linguista e filologo italiano († 1849)
- 1775 - José Félix Ribas, militare e patriota venezuelano († 1815)
- 1778 - Henry Brougham, I barone Brougham e Vaux, politico britannico († 1868)
- 1779 - Augusto di Prussia, generale prussiano († 1843)
- 1781 - Ludwig Gottfried Blanc, filologo tedesco († 1866)
- 1781 - Giovanni Battista Monti, avvocato, politico e notaio svizzero († 1859)
- 1782 - Karl von Fischer, architetto tedesco († 1820)
- 1782 - Paolo Gazelli di Rossana, nobile e politico italiano († 1844)
- 1782 - Robert Sale, ufficiale britannico († 1845)
- 1783 - Johann Gustav Gottlieb Büsching, archivista e storico tedesco († 1829)
- 1783 - Elizaveta Michajlovna Kutuzova, nobildonna russa († 1839)
- 1785 - Lorenzo Martini, medico, fisiologo e pedagogista italiano († 1844)
- 1786 - Bernardino Bertini, politico italiano († 1857)
- 1788 - Georg Freytag, filologo e arabista tedesco († 1861)
- 1791 - Odilon Barrot, politico francese († 1873)
- 1792 - William Backhouse Astor, imprenditore statunitense († 1875)
- 1792 - Elizaveta Ksaver'evna Branickaja, nobildonna russa († 1880)
- 1792 - Filippo Grandi, politico, avvocato e giurista italiano († 1877)
- 1796 - Hartley Coleridge, poeta, biografo e saggista inglese († 1849)
- 1796 - Gennaro Di Giacomo, vescovo cattolico e politico italiano († 1878)
- 1796 - Richard Harlan, paleontologo, zoologo e erpetologo statunitense († 1843)
- 1797 - January Suchodolski, pittore e militare polacco († 1875)
- 1798 - Antonio Lazzari, disegnatore e incisore italiano († 1834)
- 1799 - Antonio Nomis di Pollone, funzionario e politico italiano († 1866)

## XIX secolo(151)
- 1802 - Stefano Gallina, magistrato e politico italiano († 1867)
- 1802 - Lajos Kossuth, politico e rivoluzionario ungherese († 1894)
- 1803 - Maria Anna di Savoia, principessa italiana († 1884)
- 1803 - Maria Teresa di Savoia, principessa († 1879)
- 1804 - Genaro Berón de Astrada, politico e militare argentino († 1839)
- 1804 - Dominique Auguste Lereboullet, zoologo e medico francese († 1865)
- 1805 - John Stevens Cabot Abbott, scrittore e storico statunitense († 1877)
- 1806 - William Dyce, pittore e docente scozzese († 1864)
- 1808 - Theodor Mundt, romanziere e critico letterario tedesco († 1861)
- 1810 - Giuseppe Boschi, prefetto e politico italiano († 1891)
- 1811 - Bernhard Eunom Philippi, esploratore, naturalista e diplomatico tedesco († 1852)
- 1811 - Orson Pratt, presbitero statunitense († 1881)
- 1815 - Giovanni Battista Gigliucci, politico italiano († 1893)
- 1816 - Macario I, religioso russo († 1882)
- 1818 - Nicomede Bianchi, politico, patriota e storico italiano († 1886)
- 1819 - Tommaso Albarella, patriota italiano († 1894)
- 1819 - John Anster Fitzgerald, pittore inglese († 1906)
- 1821 - Luigi Mercantini, poeta e patriota italiano († 1872)
- 1824 - Antonio Raimondi, geografo italiano († 1890)
- 1825 - Ernst Adolf Coccius, oculista tedesco († 1890)
- 1825 - Henry Gray, anatomista e chirurgo inglese († 1861)
- 1828 - Fridolin Anderwert, avvocato e politico svizzero († 1880)
- 1831 - Elias Schrenk, teologo tedesco († 1913)
- 1831 - Giuseppe Sensales, prefetto e politico italiano († 1902)
- 1832 - Pietro Siciliani, pedagogista, filosofo e medico italiano († 1885)
- 1836 - Teodoro Pertusati, insegnante e politico italiano († 1897)
- 1838 - Clodomiro Bonfigli, medico e politico italiano († 1909)
- 1838 - Charles-Arthur Gonse, generale francese († 1917)
- 1840 - G.C. Spencer, arciere statunitense († 1904)
- 1843 - Vladimir Anatol'evič Barjatinskij, generale russo († 1914)
- 1843 - Charles Valentine Riley, entomologo statunitense († 1895)
- 1845 - Leonardo Luigi Banzi, pittore e ceramista italiano († 1914)
- 1845 - Michele Magone, italiano († 1859)
- 1848 - Luigi Corradi, ingegnere italiano († 1921)
- 1848 - Stefano Hidalgo, generale italiano († 1918)
- 1848 - Gunnar Knudsen, politico norvegese († 1928)
- 1851 - Ivan Hribar, banchiere, politico e diplomatico sloveno († 1941)
- 1851 - Joseph Harvey Riley, ornitologo statunitense († 1941)
- 1852 - Giuseppe Cornalba, avvocato e politico italiano († 1917)
- 1852 - Paolo Federico di Meclemburgo-Schwerin, principe tedesco († 1923)
- 1853 - Florentino Ameghino, naturalista, zoologo e paleontologo argentino († 1911)
- 1853 - Michele Gennaro di Braganza, nobile († 1927)
- 1854 - Cesare Bertolotti, pittore italiano († 1932)
- 1855 - Katharina Klafsky, soprano ungherese († 1896)
- 1856 - Luca Gerosa, scultore svizzero († 1920)
- 1857 - Alfons von Rosthorn, ginecologo austriaco († 1909)
- 1858 - George Woodward Wickersham, politico statunitense († 1936)
- 1859 - Hugo Goldschmidt, scrittore e musicologo tedesco († 1920)
- 1862 - Adeline De Walt Reynolds, attrice statunitense († 1961)
- 1862 - Arvid Lindman, politico svedese († 1936)
- 1864 - Carl Correns, botanico tedesco († 1933)
- 1865 - Vladimir Džunkovskij, militare russo († 1938)
- 1865 - Frank Eugene, fotografo e incisore tedesco († 1936)
- 1866 - Georges Marquet, imprenditore e politico belga († 1947)
- 1867 - Arturo Pazzi, architetto italiano († 1941)
- 1867 - Arthur Rackham, illustratore britannico († 1939)
- 1869 - Yervant Odian, giornalista, romanziere e commediografo armeno († 1926)
- 1869 - Ben Turpin, attore e comico statunitense († 1940)
- 1870 - Wilfred Blatherwick, tennista statunitense († 1956)
- 1870 - Joseph Buerger, canottiere statunitense († 1951)
- 1871 - Marcel Delépine, chimico e farmacologo francese († 1965)
- 1871 - Kang Jeungsan, religioso coreano († 1909)
- 1871 - Magnus Johnson, politico statunitense († 1936)
- 1871 - Fritz Schaudinn, biologo tedesco († 1906)
- 1872 - Uberto Pestalozza, storico, paleografo e docente italiano († 1966)
- 1873 - Elena Bianchini Cappelli, cantante italiana († 1919)
- 1873 - Rudolf Charousek, scacchista ungherese († 1900)
- 1876 - Ugo Giovannozzi, ingegnere italiano († 1957)
- 1876 - Max O. Lorenz, economista statunitense († 1959)
- 1876 - Raffaele Scalia, pittore, decoratore e illustratore italiano († 1948)
- 1876 - Hiroshi Yoshida, incisore e pittore giapponese († 1950)
- 1877 - Teresa Franchini, attrice italiana († 1972)
- 1877 - Carlo Nasi, nobile, velista e calciatore italiano († 1935)
- 1877 - Francesco Tullio, imprenditore e politico italiano († 1969)
- 1878 - Giuseppe Bozzetti, presbitero e filosofo italiano († 1956)
- 1878 - Saverio Fiducia, giornalista italiano († 1970)
- 1878 - Bertel Gripenberg, poeta finlandese († 1947)
- 1878 - Antonietta Mazzone, religiosa italiana († 1941)
- 1878 - Walter Percy Day, pittore e effettista britannico († 1965)
- 1879 - Anna Capodaglio, attrice italiana († 1961)
- 1880 - Smith Child, generale e politico inglese († 1958)
- 1880 - Clarkson Potter, golfista statunitense († 1953)
- 1880 - Alberto Romita, vescovo cattolico italiano († 1939)
- 1880 - Zequinha de Abreu, compositore e musicista brasiliano († 1935)
- 1881 - Malcolm Duncan, attore teatrale statunitense († 1942)
- 1882 - Alfred Keller, generale tedesco († 1974)
- 1882 - Domingos Leite Pereira, politico portoghese († 1956)
- 1882 - Margaret Stonborough-Wittgenstein, mecenate austriaca († 1958)
- 1882 - Robert Storm Petersen, attore e regista danese († 1949)
- 1883 - Hjalmar Bergman, scrittore e sceneggiatore svedese († 1931)
- 1883 - Glen Cavender, attore statunitense († 1962)
- 1883 - Diego Del Bello, avvocato, politico e antifascista italiano († 1948)
- 1883 - Henri Richard, attore francese († 1943)
- 1883 - Mabel Vernon, pacifista statunitense († 1975)
- 1884 - Giovanni Greppi, architetto italiano († 1960)
- 1884 - Daniel Hug, calciatore e allenatore di calcio svizzero († 1918)
- 1884 - Luigi Marini, tenore italiano († 1942)
- 1884 - Nicolás Perchicot, attore spagnolo († 1969)
- 1885 - George Barlow, calciatore inglese († 1921)
- 1885 - Giulio Cotronei, biologo italiano († 1962)
- 1885 - Secondo Giorni, pubblicista e operaio italiano
- 1885 - József Keresztessy, ginnasta ungherese († 1962)
- 1885 - Raoul Villain, criminale e attivista francese († 1936)
- 1886 - Alfred Felber, canottiere svizzero († 1967)
- 1886 - Amedeo Giannini, giurista e politico italiano († 1960)
- 1886 - Charles Platon, ammiraglio e politico francese († 1944)
- 1887 - Clotilde Crespo de Arvelo, scrittrice e poetessa venezuelana († 1959)
- 1887 - Assuero Teofano Bassi, missionario e vescovo cattolico italiano († 1970)
- 1887 - Ernst-Eberhard Hell, generale tedesco († 1973)
- 1887 - Rosita Marstini, attrice francese († 1948)
- 1887 - Lynne Overman, attore statunitense († 1943)
- 1887 - Vera Pašennaja, attrice russa († 1962)
- 1888 - James Waddell Alexander, matematico statunitense († 1971)
- 1888 - Emilio Chironi, ciclista su strada italiano († 1954)
- 1888 - Wilhelm Fahrmbacher, generale tedesco († 1970)
- 1888 - Porter Hall, attore statunitense († 1953)
- 1888 - Grey Owl, scrittore inglese († 1938)
- 1889 - Ruperto Banterle, scultore italiano († 1968)
- 1889 - Ernest Truex, attore statunitense († 1973)
- 1890 - Cesare De Marchi, calciatore italiano († 1915)
- 1891 - Willy Birgel, attore tedesco († 1973)
- 1891 - S. Rankin Drew, attore, regista e sceneggiatore statunitense († 1918)
- 1891 - Ernst Stein, storico austriaco († 1945)
- 1892 - Vincenzo D'Aquila, imprenditore e scrittore italiano († 1975)
- 1892 - Nina Il'inična Niss-Gol'dman, scultrice e pittrice russa († 1990)
- 1893 - Theo Brokmann, calciatore olandese († 1956)
- 1893 - Romolo Corona, compositore, produttore discografico e editore italiano († 1965)
- 1893 - Henk Hordijk, calciatore olandese († 1975)
- 1893 - Adelina Zandrino, pittrice e illustratrice italiana († 1994)
- 1894 - Helmut Michalik, militare tedesco († 1944)
- 1895 - Furlanetto, attore italiano († 1969)
- 1895 - Salvatore Gaetani, storico, filologo e filosofo italiano († 1964)
- 1895 - Albert Hersoy, ginnasta francese († 1979)
- 1895 - Gino Tommasi, ingegnere e partigiano italiano († 1945)
- 1896 - Eugen König, generale tedesco († 1985)
- 1896 - Raffaello Morghen, storico e medievista italiano († 1983)
- 1896 - Adelina Drysdale Munro, principessa italiana († 1942)
- 1896 - Giulia Schucht, violinista e insegnante russa († 1980)
- 1897 - Giovanni Galati, ammiraglio italiano († 1971)
- 1897 - Vincenzo Serrentino, prefetto italiano († 1947)
- 1898 - Antonín Kaliba, calciatore cecoslovacco († 1936)
- 1898 - Giuseppe Saragat, politico e diplomatico italiano († 1988)
- 1899 - Emil Belluš, architetto slovacco († 1979)
- 1899 - Ignazio Buttitta, poeta italiano († 1997)
- 1899 - Ricardo Cortez, attore e regista austriaco († 1977)
- 1899 - Maria Federici, politica, antifascista e partigiana italiana († 1984)
- 1899 - Michel Rasquin, politico e giornalista lussemburghese († 1958)
- 1899 - Domenico Serra, attore italiano († 1965)
- 1900 - Henri Baaij, calciatore olandese († 1943)
- 1900 - Raffaele Recca, politico italiano († 1954)
- 1900 - Duy Tân, imperatore vietnamita († 1945)

## XX secolo(976)
- 1901 - Ludwig von Bertalanffy, biologo austriaco († 1972)
- 1902 - Ettore Agazzani, calciatore italiano († 1989)
- 1902 - Vladimir Petrovič Batalov, attore e regista sovietico († 1964)
- 1902 - Max Nosseck, regista e attore tedesco († 1972)
- 1902 - Jimmy Van Alen, dirigente sportivo statunitense († 1991)
- 1903 - Alwin-Broder Albrecht, militare tedesco († 1945)
- 1903 - Vladimirs Svistuņenko, calciatore lettone († 1982)
- 1904 - Elvia Allman, attrice e doppiatrice statunitense († 1992)
- 1904 - Antonio Janni, allenatore di calcio e calciatore italiano († 1987)
- 1904 - Anna Zofia Krygowska, matematica polacca († 1988)
- 1904 - Julije Makanec, politico, insegnante e scrittore croato († 1945)
- 1904 - Paolo Perilli, ingegnere e architetto italiano († 1982)
- 1904 - Orazio Strano, cantante italiano († 1981)
- 1905 - Rino Genovese, attore italiano († 1967)
- 1905 - Akilles Järvinen, multiplista e ostacolista finlandese († 1943)
- 1905 - Pahor Labib, egittologo egiziano († 1994)
- 1905 - Renato Righetti, scultore e pittore italiano († 1982)
- 1906 - Anna Amalie Abert, musicologa tedesca († 1996)
- 1906 - Massimo Freccia, direttore d'orchestra italiano († 2004)
- 1906 - Bedřich Fritta, artista ceco († 1944)
- 1907 - Alberto Bagagiolo, politico italiano († 1995)
- 1907 - Lewis Franklin Powell, Jr., giudice statunitense († 1998)
- 1907 - Ugo Pozza, aviatore e militare italiano († 1940)
- 1908 - Viktor Amazaspovič Ambarcumjan, astronomo e astrofisico armeno († 1996)
- 1908 - Domenico Bondi, carabiniere e partigiano italiano († 1945)
- 1908 - Paul Bénichou, critico letterario e saggista francese († 2001)
- 1908 - Tatsuo Shimabuku, maestro di karate giapponese († 1975)
- 1908 - Mika Waltari, scrittore, giornalista e poeta finlandese († 1979)
- 1908 - Victor Weisskopf, fisico austriaco († 2002)
- 1909 - Gino Meneghel, medico, scrittore e partigiano italiano († 1979)
- 1909 - Ferdinand Anton Ernst Porsche, imprenditore austriaco († 1998)
- 1910 - Mario Alborta, calciatore boliviano († 1976)
- 1910 - Nellie Halstead, velocista britannica († 1991)
- 1910 - Margaret Lindsay, attrice statunitense († 1981)
- 1910 - Marco Romano, calciatore italiano († 1952)
- 1910 - Arturo Tolentino, politico filippino († 2004)
- 1911 - Dragotin Cvetko, musicologo sloveno († 1993)
- 1911 - William Golding, scrittore e insegnante britannico († 1993)
- 1911 - Allan Pettersson, compositore svedese († 1980)
- 1912 - Erwin Ding-Schuler, medico e chirurgo tedesco († 1945)
- 1912 - Luigi Macchi, ciclista su strada e ciclocrossista italiano († 1987)
- 1912 - Kurt Sanderling, direttore d'orchestra tedesco († 2011)
- 1912 - Rickard Sarby, velista svedese († 1977)
- 1912 - Teopisto Valderrama Alberto, arcivescovo cattolico filippino († 1996)
- 1913 - Frances Farmer, attrice statunitense († 1970)
- 1913 - Miguel Fisac, architetto, urbanista e pittore spagnolo († 2006)
- 1913 - Rocco Montano, critico letterario e storico della letteratura italiano († 1999)
- 1913 - Paolo Vannucci, calciatore italiano († 1975)
- 1914 - Domenico Cambieri, canottiere italiano († 1988)
- 1914 - Hal Draper, attivista e scrittore statunitense († 1990)
- 1914 - Don Shields, cestista, allenatore di pallacanestro e arbitro di pallacanestro statunitense († 1993)
- 1915 - Germán Valdés, attore, cantante e comico messicano († 1973)
- 1915 - Jóhann Hafstein, politico islandese († 1980)
- 1915 - Leonida Rosino, astronomo italiano († 1997)
- 1915 - Burt Shevelove, drammaturgo, librettista e regista teatrale statunitense († 1982)
- 1915 - Blanche Thebom, mezzosoprano statunitense († 2010)
- 1916 - Jakob Eckert, calciatore tedesco († 1940)
- 1916 - Gianna Giuffrè, attrice e cantante italiana († 1998)
- 1916 - Franco Salvotti, pittore e scultore italiano († 2001)
- 1917 - James Bowes-Lyon, generale inglese († 1977)
- 1917 - Amedeo Scarpi, canottiere italiano († 2011)
- 1918 - Slimane Azem, cantante e poeta berbero († 1983)
- 1918 - Wayne Miller, fotografo statunitense († 2013)
- 1918 - Giovanni Gatti, politico italiano († 1997)
- 1918 - Bernie Mehen, cestista statunitense († 2007)
- 1918 - Penelope Mortimer, scrittrice, giornalista e biografa britannica († 1999)
- 1918 - Genaro Salinas, tenore messicano († 1957)
- 1919 - Mihály Bíró, calciatore ungherese († 1970)
- 1919 - Carlos Luis Collado Martínez, medico costaricano († 1944)
- 1919 - Douglas Fisher, politico, giornalista e insegnante canadese († 2009)
- 1919 - Josiah Zion Gumede, politico zimbabwese († 1989)
- 1919 - Mike Holovak, giocatore di football americano e allenatore di football americano statunitense († 2008)
- 1919 - Alí Nakhjavani, religioso e insegnante azero († 2019)
- 1919 - Livio Risso, calciatore italiano
- 1919 - Katō Shūichi, medico, critico letterario e scrittore giapponese († 2008)
- 1919 - José Suárez, attore spagnolo († 1981)
- 1919 - János Zorgo, calciatore ungherese
- 1920 - Sabina Actis-Orelia, soprano italiana († 2010)
- 1920 - Karėn Chačaturjan, compositore sovietico († 2011)
- 1920 - Gustavo Leigh, generale cileno († 1999)
- 1920 - Chet McNabb, cestista, giocatore di baseball e allenatore di pallacanestro statunitense († 1990)
- 1920 - Stan Noszka, cestista e politico statunitense († 1991)
- 1920 - Terisio Pignatti, storico dell'arte italiano († 2004)
- 1921 - Attilio Ansaldo, cestista ecuadoriano († 1995)
- 1921 - Gennaro Borrelli, pittore, scrittore e scenografo italiano († 2019)
- 1921 - Eugenio Candon, partigiano italiano († 1944)
- 1921 - André Chandernagor, politico e magistrato francese
- 1921 - Charlie Conerly, giocatore di football americano statunitense († 1996)
- 1921 - Enrico Costanzo, calciatore italiano († 1973)
- 1921 - Paulo Freire, pedagogista brasiliano († 1997)
- 1921 - Eric Lenneberg, linguista, neurologo e psicologo tedesco († 1975)
- 1921 - Buck Sydnor, cestista e allenatore di pallacanestro statunitense († 2003)
- 1922 - Renato Avellani, calciatore italiano
- 1922 - Mario Borrelli, prete, sociologo e educatore italiano († 2007)
- 1922 - Giuseppe Bravin, partigiano italiano († 1944)
- 1922 - Giuseppe Francescato, linguista italiano († 2001)
- 1922 - Damon Knight, scrittore di fantascienza, curatore editoriale e critico letterario statunitense († 2002)
- 1922 - Pierre Magnan, scrittore francese († 2012)
- 1922 - Märta Norberg, fondista svedese († 2020)
- 1922 - Willie Pep, pugile statunitense († 2006)
- 1922 - Hans Conrad Peyer, storico svizzero († 1994)
- 1922 - Luciano Radi, politico italiano († 2014)
- 1922 - Elio Torriani, calciatore italiano († 1984)
- 1922 - Dana Zátopková, giavellottista cecoslovacca († 2020)
- 1922 - Emil Zátopek, mezzofondista e maratoneta cecoslovacco († 2000)
- 1923 - Fulvio Apollonio, giornalista italiano († 2002)
- 1923 - Ottavio Lo Nigro, politico italiano († 2013)
- 1923 - Stan Miasek, cestista statunitense († 1989)
- 1924 - Rosario Mazzola, vescovo cattolico italiano († 2018)
- 1924 - Ahmed Fouad Nessim, nuotatore e pallanuotista egiziano († 1956)
- 1924 - Idelma Tommasini, cestista italiana († 2006)
- 1924 - Girolamo Zanconato, presbitero italiano († 2017)
- 1925 - Jole Baldaro Verde, scrittrice e pediatra italiana († 2012)
- 1925 - Giuseppe Barbera, politico italiano († 1990)
- 1925 - Carlo Ceruti, politico e sindacalista italiano († 1997)
- 1925 - Eckie Jordan, cestista statunitense († 2017)
- 1925 - Jack McCloskey, cestista, allenatore di pallacanestro e dirigente sportivo statunitense († 2017)
- 1925 - Gérard Kango Ouédraogo, politico burkinabé († 2014)
- 1926 - Carlo Fruttero, scrittore, traduttore e curatore editoriale italiano († 2012)
- 1926 - Ilona Hajós, ex cestista ungherese
- 1926 - Masatoshi Koshiba, fisico giapponese († 2020)
- 1926 - James Lipton, attore, produttore televisivo e autore televisivo statunitense († 2020)
- 1926 - Nini Rosso, trombettista e cantante italiano († 1994)
- 1926 - Duke Snider, giocatore di baseball statunitense († 2011)
- 1926 - Lurleen Wallace, politica statunitense († 1968)
- 1926 - Arthur Wills, musicista, compositore e organista britannico († 2020)
- 1927 - Harold Brown, politico e fisico statunitense († 2019)
- 1927 - Helen Carter, musicista statunitense († 1998)
- 1927 - Paolo Consiglio, alpinista italiano († 1973)
- 1927 - Alfio Contini, direttore della fotografia italiano († 2020)
- 1927 - Luigi Guatri, economista italiano († 2025)
- 1927 - Rosemary Harris, attrice britannica
- 1927 - William Hickey, attore statunitense († 1997)
- 1927 - Nick Massi, bassista statunitense († 2000)
- 1927 - Dante Stefani, politico e partigiano italiano († 2023)
- 1927 - Peter Van Wood, chitarrista, cantautore e astrologo olandese († 2010)
- 1928 - Will Tremper, regista, sceneggiatore e giornalista tedesco († 1998)
- 1928 - Adam West, attore e doppiatore statunitense († 2017)
- 1929 - Jaume Bassó, cestista spagnolo († 2021)
- 1929 - Kathie Browne, attrice statunitense († 2003)
- 1929 - Heiner Carow, regista tedesco-orientale († 1997)
- 1929 - Timothy Colman, imprenditore, funzionario e velista britannico († 2021)
- 1929 - Léon De Lathouwer, ciclista su strada belga († 2008)
- 1929 - Marcel Dries, calciatore belga († 2011)
- 1929 - Charles Gordon-Lennox, X duca di Richmond, nobile britannico († 2017)
- 1929 - Marge Roukema, politica statunitense († 2014)
- 1929 - Walter Schleger, calciatore austriaco († 1999)
- 1929 - Mel Stewart, attore e musicista statunitense († 2002)
- 1929 - Luigi Taveri, pilota motociclistico svizzero († 2018)
- 1929 - Branislav Vukosavljević, allenatore di calcio e calciatore jugoslavo († 1985)
- 1930 - Muhal Richard Abrams, musicista e compositore statunitense († 2017)
- 1930 - Ernst-Wolfgang Böckenförde, filosofo, giurista e saggista tedesco († 2019)
- 1930 - Ruth Cardoso, antropologa e sociologa brasiliana († 2008)
- 1930 - Blaine Denning, cestista statunitense († 2016)
- 1930 - Don Heinrich, giocatore di football americano statunitense († 1992)
- 1930 - Antonio Margheriti, regista, sceneggiatore e effettista italiano († 2002)
- 1930 - Derek Nimmo, attore inglese († 1999)
- 1931 - Göran Abrahamsson, schermidore svedese († 2018)
- 1931 - Brook Benton, cantautore statunitense († 1988)
- 1931 - Basilio Cabas, calciatore italiano († 1995)
- 1931 - Ray Danton, attore e regista statunitense († 1992)
- 1931 - Václav Hovorka, calciatore cecoslovacco († 1996)
- 1931 - Márta Mészáros, regista ungherese
- 1931 - Hiroto Muraoka, calciatore giapponese († 2017)
- 1931 - Massimo Scaglione, regista e politico italiano († 2015)
- 1932 - Lol Coxhill, sassofonista, compositore e attore inglese († 2012)
- 1932 - Luis Normandín, pallanuotista argentino († 2004)
- 1932 - Angiolina Quinterno, doppiatrice, attrice e conduttrice radiofonica italiana († 2006)
- 1932 - Stefanie Zweig, scrittrice tedesca († 2014)
- 1933 - Ricardo Esberad Capanema, nuotatore brasiliano († 1998)
- 1933 - Norbert Eschmann, calciatore svizzero († 2009)
- 1933 - Máté Fenyvesi, calciatore ungherese († 2022)
- 1933 - Abebe Hailou, atleta etiope
- 1933 - Ingrid Jonker, scrittrice sudafricana († 1965)
- 1933 - David McCallum, attore e cantante britannico († 2023)
- 1934 - Franco Bricola, giurista italiano († 1994)
- 1934 - Jose Cojuangco Jr., politico, dirigente sportivo e imprenditore filippino
- 1934 - Gerry Duffy, ex calciatore inglese
- 1934 - Brian Epstein, imprenditore inglese († 1967)
- 1934 - Yoram Fridman, insegnante polacco († 2017)
- 1934 - Lloyd Haynes, attore statunitense († 1986)
- 1934 - Hans-Emil Schuster, astronomo tedesco († 2024)
- 1934 - Gerhard von Graevenitz, pittore e fotografo tedesco († 1983)
- 1935 - Milan Antal, astronomo slovacco († 1999)
- 1935 - Velasio De Paolis, cardinale e arcivescovo cattolico italiano († 2017)
- 1935 - Thomas W. Ewing, politico statunitense
- 1935 - Bob Krueger, politico e diplomatico statunitense († 2022)
- 1935 - Jean-Claude Lorquet, chimico belga
- 1935 - Giuliano Persico, attore e doppiatore italiano († 2013)
- 1936 - David Hess, attore e cantautore statunitense († 2011)
- 1936 - Al Oerter, discobolo statunitense († 2007)
- 1937 - Andra e Tatiana Bucci, italiana
- 1937 - Abner Haynes, giocatore di football americano statunitense († 2024)
- 1937 - Borys Onyščenko, ex pentatleta sovietico
- 1937 - José Pedraza, marciatore messicano († 1998)
- 1937 - John Rice, compositore di scacchi britannico
- 1937 - Geoff Strong, calciatore inglese († 2013)
- 1937 - Luigi Toschi, ex calciatore italiano
- 1938 - Marko Bilić, allenatore di calcio e ex calciatore bosniaco
- 1938 - Giuseppe Cataldo, mafioso italiano († 2011)
- 1938 - Alberto Marzaioli, ciclista su strada italiano († 2014)
- 1938 - Jorge Alberto Mendonça, ex calciatore portoghese
- 1939 - Andrea Canevaro, pedagogista e editore italiano († 2022)
- 1939 - Babben Enger-Damon, ex fondista norvegese
- 1939 - Bruno Landi, politico italiano
- 1939 - Italo Mussa, critico d'arte italiano († 1990)
- 1939 - Rita Savagnone, attrice, doppiatrice e direttrice del doppiaggio italiana
- 1939 - Carl Schultz, regista ungherese
- 1940 - Franco Alfano, giornalista italiano († 2016)
- 1940 - Karin Baal, attrice tedesca († 2024)
- 1940 - Arnaldo Di Benedetto, critico letterario italiano († 2021)
- 1940 - Caroline John, attrice britannica († 2012)
- 1940 - Stephen Kaplan, scrittore e conduttore radiofonico statunitense († 1995)
- 1940 - Kevin Lewis, ex calciatore inglese
- 1940 - Bill Medley, cantante e cantautore statunitense
- 1940 - Giorgio Otranto, storico italiano († 2023)
- 1940 - Zandra Rhodes, stilista britannica
- 1940 - Paul Williams, compositore, paroliere e attore statunitense
- 1941 - Umberto Bossi, politico e giornalista italiano
- 1941 - Cass Elliot, cantante statunitense († 1974)
- 1941 - Gérard Corbiau, regista e sceneggiatore belga
- 1941 - Jeremy Fox, pentatleta britannico († 2023)
- 1941 - Martin Harvey, calciatore e allenatore di calcio nordirlandese († 2019)
- 1941 - Markus Imhoof, regista e sceneggiatore svizzero
- 1941 - Mariangela Melato, attrice italiana († 2013)
- 1941 - Cesare Melloncelli, fumettista italiano
- 1941 - Ferdinando Schettino, politico e saggista italiano († 2013)
- 1941 - Cornelius Schilder, vescovo cattolico e missionario olandese
- 1941 - Manfred Schunck, politico belga
- 1941 - Zdenko Vukasović, calciatore jugoslavo († 2021)
- 1942 - Roy Barry, ex calciatore e allenatore di calcio scozzese
- 1942 - Julien Blaine, poeta francese
- 1942 - Paul Huson, saggista e scrittore britannico
- 1942 - J. Gordon Melton, religioso statunitense
- 1942 - Freda Payne, cantante statunitense
- 1942 - Mario Pesce, calciatore italiano († 2023)
- 1942 - Mario Pezzi, presbitero italiano
- 1942 - Jevhen Stankovyč, compositore ucraino
- 1942 - Jefferson Thomas, attivista statunitense († 2010)
- 1942 - Jonathan Wells, biologo statunitense († 2024)
- 1943 - Ezio Anesi, politico italiano († 1993)
- 1943 - Christl Haas, sciatrice alpina austriaca († 2001)
- 1943 - Danuta Matejko, ex cestista polacca
- 1943 - Joe Morgan, giocatore di baseball statunitense († 2020)
- 1943 - Jutta Paulik, ex cestista tedesca
- 1943 - Murilo Sebastião Ramos Krieger, arcivescovo cattolico brasiliano
- 1943 - Jean-Paul Thuillier, latinista e etruscologo francese
- 1944 - Colin Dibley, ex tennista australiano
- 1944 - Juan Carlos Gangas, ex calciatore cileno
- 1944 - Alberto Moriani, montatore italiano
- 1944 - Philippe Remacle, latinista e grecista belga († 2011)
- 1944 - Eric Ross, ex calciatore nordirlandese
- 1944 - Akio Sugino, animatore giapponese
- 1944 - Victor J. Tognola, regista, sceneggiatore e produttore cinematografico svizzero
- 1944 - Sandro Visca, artista e docente italiano
- 1945 - Kate Adie, giornalista inglese
- 1945 - David Bromberg, cantante statunitense
- 1945 - Donna Christian-Christensen, politica americo-verginiana
- 1945 - Arnaud Dos Santos, ex calciatore e allenatore di calcio francese
- 1945 - Benoît Lamy, regista belga († 2008)
- 1945 - Nancy Pickard, scrittrice statunitense
- 1945 - Gilberto Pressacco, musicologo, direttore di coro e presbitero italiano († 1997)
- 1946 - Louie Austen, musicista e cantante austriaco
- 1946 - Vytas Brenner, musicista, compositore e chitarrista venezuelano († 2004)
- 1946 - Gerald Brisco, ex wrestler statunitense
- 1946 - John Coghlan, batterista e percussionista britannico
- 1946 - Michael Elphick, attore britannico († 2002)
- 1946 - Bruce A. Evans, regista, scenografo e produttore cinematografico statunitense
- 1946 - Rita Forzano, attrice e direttore del casting italiana
- 1946 - Brian Henton, pilota automobilistico britannico
- 1946 - Jack Marchal, politico, musicista e fumettista francese († 2022)
- 1946 - Christopher Olsen, attore statunitense
- 1946 - Eliano Pessa, fisico italiano († 2020)
- 1946 - George Tinsley, ex cestista statunitense
- 1946 - Elisabetta Wu, attrice cinese
- 1947 - Mick Bates, calciatore inglese († 2021)
- 1947 - Larry Brown, ex giocatore di football americano statunitense
- 1947 - Thomas H. Cook, scrittore statunitense
- 1947 - Ray Cooper, percussionista e polistrumentista britannico
- 1947 - Lol Creme, cantante e musicista britannico
- 1947 - Viktor Vladimirovič Erofeev, scrittore, critico letterario e giornalista russo
- 1947 - Brian Hill, allenatore di pallacanestro statunitense
- 1947 - Tanith Lee, scrittrice inglese († 2015)
- 1947 - Leonardo Maria Lonfernini, generale sammarinese
- 1947 - Jozef Móder, ex calciatore cecoslovacco
- 1947 - Aniello Salzano, politico italiano
- 1947 - Janusz Zaorski, regista cinematografico, sceneggiatore e attore polacco
- 1948 - Serge Adda, autore televisivo e produttore televisivo tunisino († 2004)
- 1948 - Jim Ard, ex cestista statunitense
- 1948 - Tetjana Dev"jatova, ex nuotatrice sovietica
- 1948 - Mychajlo Fomenko, calciatore e allenatore di calcio sovietico († 2024)
- 1948 - Jan Hoag, attrice statunitense
- 1948 - Jeremy Irons, attore britannico
- 1948 - Vladimir Kanygin, sollevatore sovietico († 1990)
- 1948 - Josip Leko, politico croato
- 1948 - François Menant, storico francese († 2022)
- 1948 - Jacek Saryusz-Wolski, politico e diplomatico polacco
- 1948 - Nadežda Tkačenko, ex multiplista sovietica
- 1949 - Chi Shangbin, allenatore di calcio, dirigente sportivo e calciatore cinese († 2021)
- 1949 - Kerry Harris, ex tennista australiana
- 1949 - Anatolij Kon'kov, calciatore, allenatore di calcio e dirigente sportivo sovietico († 2024)
- 1949 - Bohdan Masztaler, ex calciatore polacco
- 1949 - Barry Nelson, ex cestista statunitense
- 1949 - Sally Potter, regista e sceneggiatrice britannica
- 1949 - Ernie Sabella, attore e doppiatore statunitense
- 1949 - Twiggy, supermodella, attrice e cantante britannica
- 1949 - Sidney Wicks, ex cestista e allenatore di pallacanestro statunitense
- 1949 - Sayoko Yamaguchi, supermodella, stilista e attrice giapponese († 2007)
- 1950 - Bonaventura Bottone, tenore britannico
- 1950 - Juan Gavajda, ex schermidore e maestro di scherma argentino
- 1950 - Jiří Hřebec, allenatore di tennis e ex tennista ceco
- 1950 - Erkki Liikanen, politico finlandese
- 1950 - Joan Lunden, giornalista e scrittrice statunitense
- 1950 - Geoff Masters, ex tennista australiano
- 1950 - Domenico Nania, ex politico italiano
- 1950 - Oskar Peterlini, politico italiano
- 1950 - Francis Tiso, presbitero e scrittore statunitense
- 1950 - Finn Roy Vådahl, ex calciatore norvegese
- 1950 - Paul Williams, storico delle religioni britannico
- 1951 - Marianne Adam, ex pesista tedesca
- 1951 - Carlo Cartier, attore italiano
- 1951 - Marie-Anne Chazel, attrice e sceneggiatrice francese
- 1951 - David Grieco, regista, sceneggiatore e attore italiano
- 1951 - Rudolf Hundstorfer, politico austriaco († 2019)
- 1951 - Kazimierz Kmiecik, ex calciatore polacco
- 1951 - Daniel Lanois, produttore discografico, chitarrista e cantautore canadese
- 1951 - José Martins, ex ciclista su strada portoghese
- 1951 - Nat Moore, ex giocatore di football americano statunitense
- 1951 - Johan Neeskens, calciatore e allenatore di calcio olandese († 2024)
- 1951 - Carlos Rendón, ex calciatore colombiano
- 1951 - Roberto Turigliatto, critico cinematografico italiano
- 1952 - Rhys Chatham, compositore statunitense
- 1952 - Scott Colomby, attore statunitense
- 1952 - Guy Consolmagno, gesuita e astronomo statunitense
- 1952 - Bernard de Dryver, pilota automobilistico belga
- 1952 - David Hoberman, scenografo, regista e produttore televisivo statunitense
- 1952 - Gunnar Hökmark, politico svedese
- 1952 - Henry Kaiser, chitarrista e compositore statunitense
- 1952 - Laurie King, scrittrice statunitense
- 1952 - Fatos Nano, politico albanese
- 1952 - Pierre Pleimelding, allenatore di calcio e calciatore francese († 2013)
- 1952 - Oscar Raise, ex altista italiano
- 1952 - Nile Rodgers, chitarrista, compositore e arrangiatore statunitense
- 1953 - Grzegorz Błaszczyk, storico polacco
- 1953 - Probal Dasgupta, linguista e esperantista indiano
- 1953 - Dina Rubina, scrittrice russa
- 1953 - Michael Shine, ex velocista statunitense
- 1953 - Grażyna Szapołowska, attrice polacca
- 1953 - Vlasta Vrbková, ex cestista cecoslovacca
- 1954 - David Bamber, attore britannico
- 1954 - Maurizio Castro, politico italiano
- 1954 - Catherine David, critica d'arte e scrittrice francese
- 1954 - Mark Drakeford, politico britannico
- 1954 - Allan Havey, attore statunitense
- 1954 - Ted Jensen, tecnico del suono statunitense
- 1954 - Rosario Jermano, percussionista italiano
- 1954 - Carlo Muratori, cantautore e musicista italiano
- 1954 - Philip Pierre, politico santaluciano
- 1954 - Carine Roitfeld, editrice francese
- 1954 - Maurizio Siega, ex lunghista italiano
- 1954 - Egidio Termine, attore, regista e sceneggiatore italiano
- 1954 - Reggie Williams, giocatore di football americano statunitense
- 1955 - Dominique Arnaud, ciclista su strada francese († 2016)
- 1955 - Terry Beeson, ex giocatore di football americano statunitense
- 1955 - Rebecca Blank, politica e economista statunitense († 2023)
- 1955 - Petra Boesler, ex canottiera tedesca
- 1955 - Henry Cuellar, politico e avvocato statunitense
- 1955 - Vincenzo De Caro, ex ciclista su strada italiano
- 1955 - Marianne Jäger, ex sciatrice alpina svizzera
- 1955 - Tomislav Koljatic Maroevic, vescovo cattolico cileno
- 1955 - Rex Smith, attore e cantante statunitense
- 1955 - Alan Stewart, ex sciatore alpino britannico
- 1955 - Aldo Tanchis, scrittore e sceneggiatore italiano
- 1955 - Pierantonio Volpini, scultore italiano
- 1956 - Eivind Aadland, direttore d'orchestra e violinista norvegese
- 1956 - Eugenia Bulat, poetessa moldava
- 1956 - Gianni De Rosa, calciatore italiano († 2008)
- 1956 - Maria Grazia Gatti, politica e sindacalista italiana
- 1956 - Stefano Gresta, geofisico italiano
- 1956 - Patrick Janssens, politico belga
- 1956 - Jodi Magness, archeologa, biblista e orientalista statunitense
- 1956 - Adriano Malisan, ex calciatore italiano
- 1956 - William Terrence McGrattan, vescovo cattolico canadese
- 1956 - Miquel-Lluís Muntané, scrittore, sociologo e giornalista spagnolo
- 1956 - Allan Olsen, ex calciatore danese
- 1956 - John Sadri, ex tennista statunitense
- 1957 - Dan Hampton, ex giocatore di football americano statunitense
- 1957 - Yoshio Kushida, astronomo giapponese
- 1957 - Richard Linnehan, veterinario e astronauta statunitense
- 1957 - Philip May, banchiere britannico
- 1957 - George McCluskey, ex calciatore scozzese
- 1957 - François Sureau, scrittore, avvocato e funzionario francese
- 1957 - ʻAlipate Tuʻivanuavou Vaea, politico tongano
- 1958 - Lita Ford, chitarrista e cantante statunitense
- 1958 - Kevin Hooks, attore e regista statunitense
- 1958 - Korado Korlević, astronomo croato
- 1958 - Lucky Ali, cantautore e attore indiano
- 1958 - Azumah Nelson, ex pugile ghanese
- 1958 - Alessandro Pinzauti, direttore d'orchestra italiano
- 1958 - Richard Ridings, attore britannico
- 1958 - Mauro Ronconi, giornalista, scrittore e critico musicale italiano
- 1959 - Marc Andrieu, ex rugbista a 15, allenatore di rugby a 15 e dirigente sportivo francese
- 1959 - Brendan DuBois, scrittore statunitense
- 1959 - Gerson Victalino, cestista brasiliano († 2020)
- 1959 - Ken Green, ex cestista statunitense
- 1959 - Mark Gustafson, animatore e regista statunitense († 2024)
- 1959 - Marshall Jefferson, produttore discografico e disc jockey statunitense
- 1959 - Carolyn McCormick, attrice statunitense
- 1959 - Diego Ormaechea, allenatore di rugby a 15 e ex rugbista a 15 uruguaiano
- 1959 - Giancarlo Siani, giornalista italiano († 1985)
- 1959 - Giusto Traina, storico italiano
- 1959 - Jean-Jacques Urvoas, giurista e politico francese
- 1959 - Alexandru Vinereanu, ex cestista rumeno
- 1960 - Tata Amaral, regista brasiliana
- 1960 - Mario Batali, cuoco, gastronomo e imprenditore statunitense
- 1960 - Loïc Bigois, ingegnere francese
- 1960 - Kenneth McGriff, criminale statunitense
- 1960 - Carlos Mozer, allenatore di calcio e ex calciatore brasiliano
- 1960 - Yolanda Saldívar, criminale e truffatrice statunitense
- 1960 - Mario Sberna, politico italiano
- 1960 - Julianna Young, modella statunitense
- 1960 - Oksana Zabužko, scrittrice e poetessa ucraina
- 1961 - Sergej Babenko, ex cestista sovietico
- 1961 - Josimar, ex calciatore brasiliano
- 1961 - Massimo Liverani, pilota di rally italiano
- 1961 - Claudio Pozzani, poeta, romanziere e musicista italiano
- 1961 - Kai Wessel, regista cinematografico, fotografo e regista televisivo tedesco
- 1962 - Davide Boni, politico italiano
- 1962 - Gaetano Dentamaro, pubblicista italiano
- 1962 - Pascal Dupraz, allenatore di calcio e ex calciatore francese
- 1962 - Stefano Farina, arbitro di calcio italiano († 2017)
- 1962 - Vitowar, disc jockey e conduttore radiofonico italiano
- 1962 - Marios Hadjiandreou, ex triplista cipriota
- 1962 - Roland Roli Moser, ex calciatore liechtensteinese
- 1962 - Masumi Oshima, scrittrice giapponese
- 1962 - Cheri Oteri, comica, imitatrice e attrice statunitense
- 1962 - Bruno Todeschini, attore svizzero
- 1963 - Jarvis Cocker, cantautore e musicista britannico
- 1963 - Guido Crosetto, politico italiano
- 1963 - Spencer Garrett, attore statunitense
- 1963 - Ronen Ginzburg, allenatore di pallacanestro e ex cestista israeliano
- 1963 - Terry Kingston, ex rugbista a 15 e allenatore di rugby a 15 irlandese
- 1963 - Alessandra Martines, attrice e ballerina italiana
- 1963 - Paul McGuigan, regista scozzese
- 1963 - Toru Sano, ex calciatore giapponese
- 1963 - David Seaman, ex calciatore e allenatore di calcio inglese
- 1963 - Alexandra Silk, attrice pornografica e regista statunitense
- 1963 - Lars Simonsen, attore danese
- 1963 - Mark Tildesley, scenografo britannico
- 1964 - Enrico Bertaggia, pilota automobilistico italiano
- 1964 - Francisco Boza, tiratore a segno peruviano
- 1964 - Luca D'Ascia, italianista e critico letterario italiano
- 1964 - Andrew Leeds, ex rugbista a 13, rugbista a 15 e fisioterapista australiano
- 1964 - Patrick Marber, drammaturgo, sceneggiatore e attore britannico
- 1964 - Kim Richards, attrice statunitense
- 1964 - Simon Singh, scrittore britannico
- 1964 - Yvonne Vera, scrittrice zimbabwese († 2005)
- 1964 - Trisha Yearwood, cantautrice, scrittrice e personaggio televisivo statunitense
- 1965 - Cem Bender, attore turco
- 1965 - Marco Cassardo, scrittore italiano
- 1965 - Ben Gillery, ex cestista statunitense
- 1965 - Bernhard Gstrein, ex sciatore alpino austriaco
- 1965 - Jean Harbor, ex calciatore statunitense
- 1965 - Francisco Javier Mauleón, ex ciclista su strada spagnolo
- 1965 - Katrina McClain, ex cestista statunitense
- 1965 - Gilles Panizzi, pilota di rally francese
- 1965 - Roberta Pantani, politica svizzera
- 1965 - Nick Pope, giornalista e saggista britannico
- 1965 - Tim Scott, politico statunitense
- 1965 - Kiko Sánchez, ex velista spagnolo
- 1965 - Tshering Tobgay, politico bhutanese
- 1965 - Debbye Turner, modella statunitense
- 1965 - Alexandra Vandernoot, attrice belga
- 1965 - Sunita Williams, astronauta e militare statunitense
- 1965 - Uğur Şahin, medico e immunologo tedesco
- 1966 - Ramba, attrice italiana
- 1966 - Heiko Maas, politico tedesco
- 1966 - Daniela Neunast, ex canottiera tedesca
- 1966 - Oleúde José Ribeiro, ex calciatore brasiliano
- 1966 - Eric Rudolph, terrorista statunitense
- 1966 - Emmanuel Schmitt, allenatore di pallacanestro e ex cestista francese
- 1966 - Yoshihiro Takayama, ex wrestler e ex artista marziale misto giapponese
- 1966 - Teho Teardo, musicista e compositore italiano
- 1967 - Jim Abbott, ex giocatore di baseball statunitense
- 1967 - Manel Bosch, ex cestista spagnolo
- 1967 - Mamoru Hosoda, regista e animatore giapponese
- 1967 - Aleksandr Karelin, politico e ex lottatore russo
- 1967 - Michel Lafis, ex ciclista su strada svedese
- 1967 - Steve Locher, allenatore di sci alpino e ex sciatore alpino svizzero
- 1967 - Paco López, allenatore di calcio e ex calciatore spagnolo
- 1967 - Robert Madison, attore italiano
- 1967 - Raymond Pierre, ex velocista statunitense
- 1967 - Philippe Raschke, ex calciatore francese
- 1968 - Antimo Cesaro, politico italiano
- 1968 - Howard Clark, ex calciatore inglese
- 1968 - Troy Dalbey, ex nuotatore statunitense
- 1968 - Lila Downs, cantante, cantautrice e attrice messicana
- 1968 - Shawn Doyle, attore canadese
- 1968 - Marie Hauterville, ex schermitrice francese
- 1968 - Koos Maasdijk, ex canottiere olandese
- 1968 - Lisa Paus, politica tedesca
- 1968 - Lars Rambe, scrittore e avvocato svedese
- 1968 - Einar Páll Tómasson, ex calciatore islandese
- 1969 - Mariusz Błaszczak, politico polacco
- 1969 - Candy Dulfer, cantautrice e sassofonista olandese
- 1969 - Luis Antonio Escobar, calciatore peruviano († 1987)
- 1969 - Moncho Fernández, allenatore di pallacanestro spagnolo
- 1969 - Jóhann Jóhannsson, musicista, compositore e produttore discografico islandese († 2018)
- 1969 - Nine, rapper statunitense
- 1969 - Daniel Krajcer, politico slovacco
- 1969 - Ricardo Milillo, ex calciatore venezuelano
- 1969 - Claudinei Oliveira, allenatore di calcio e ex calciatore brasiliano
- 1969 - Simona Păucă, ex ginnasta rumena
- 1969 - Yannick Souvré, ex cestista francese
- 1969 - Kostya Tszyu, pugile russo
- 1969 - Cường Vũ, cantante e trombettista vietnamita
- 1969 - Tapio Wilska, cantante finlandese
- 1969 - Pietro Zaini, allenatore di calcio e ex calciatore italiano
- 1970 - Sonny Anderson, allenatore di calcio e ex calciatore brasiliano
- 1970 - Tim Breaux, ex cestista statunitense
- 1970 - Tomasz Brożyna, dirigente sportivo e ex ciclista su strada polacco
- 1970 - Massimiliano Cagelli, ex nuotatore italiano
- 1970 - Gilbert Dionne, ex hockeista su ghiaccio canadese
- 1970 - Scott Haskin, ex cestista statunitense
- 1970 - Antoine Hey, allenatore di calcio, dirigente sportivo e ex calciatore tedesco
- 1970 - Mariano Hoyas, ex calciatore spagnolo
- 1970 - Yuka Imai, doppiatrice giapponese
- 1970 - Luís Fernando Silva, ex cestista brasiliano
- 1970 - Takanori Nishikawa, cantante, attore teatrale e stilista giapponese
- 1970 - Mirjalol Qosimov, allenatore di calcio e ex calciatore uzbeko
- 1970 - Sergio Reggioli, polistrumentista italiano
- 1970 - Antti Törmänen, ex hockeista su ghiaccio finlandese
- 1970 - Gianni Vezzosi, cantautore italiano
- 1970 - Philippe Violeau, ex calciatore francese
- 1970 - Wendol Williams, calciatore anglo-verginiano († 2010)
- 1971 - Giacomo Ciarrapico, regista e sceneggiatore italiano
- 1971 - Frank Findeiß, scrittore e poeta tedesco
- 1971 - Sanaa Lathan, attrice e doppiatrice statunitense
- 1971 - Marco Mazzarello, fumettista italiano
- 1971 - Alfonso Reyes Cabanás, ex cestista spagnolo
- 1972 - Serena Arrighi, politica italiana
- 1972 - Stephanie J. Block, attrice e cantante statunitense
- 1972 - Jim Druckenmiller, ex giocatore di football americano statunitense
- 1972 - Amy Frazier, ex tennista statunitense
- 1972 - N. K. Jemisin, scrittrice statunitense
- 1972 - Kristoffer Joner, attore norvegese
- 1972 - Tobias Kluckert, attore, doppiatore e conduttore radiofonico tedesco
- 1972 - Bolat Nijazymbetov, ex pugile kazako
- 1972 - Ulrich Ramé, allenatore di calcio e ex calciatore francese
- 1972 - Paolo Tagliavento, dirigente sportivo e ex arbitro di calcio italiano
- 1973 - José Azevedo, dirigente sportivo e ex ciclista su strada portoghese
- 1973 - Nicholas Bishop, attore australiano
- 1973 - Nick Colgan, allenatore di calcio e ex calciatore irlandese
- 1973 - John Crombez, politico belga
- 1973 - Alejandro Curbelo, ex calciatore uruguaiano
- 1973 - Javier Duarte de Ochoa, avvocato e politico messicano
- 1973 - Jeremy Jordan, cantante e attore statunitense
- 1973 - Ihor Lučkevyč, allenatore di calcio e ex calciatore ucraino
- 1973 - Haidar Mahmoud, ex calciatore iracheno
- 1973 - Cristiano da Matta, ex pilota automobilistico brasiliano
- 1973 - Stéphane Porato, ex calciatore e allenatore di calcio francese
- 1973 - Delphine Réau, tiratrice a volo francese
- 1973 - Ivica Skelin, allenatore di pallacanestro croato
- 1973 - Amil, rapper statunitense
- 1973 - David Zepeda, attore messicano
- 1974 - Stefano Brecciaroli, cavaliere italiano
- 1974 - Cyriak, animatore e compositore britannico
- 1974 - Daniele Di Spigno, tiratore a volo italiano
- 1974 - Paschal Donohoe, politico irlandese
- 1974 - Jimmy Fallon, attore, comico e conduttore televisivo statunitense
- 1974 - Mauro Garofalo, scrittore e giornalista italiano
- 1974 - Marina Litvinovič, politica e giornalista russa
- 1974 - Hidetaka Miyazaki, autore di videogiochi giapponese
- 1974 - Damir Mulaomerović, ex cestista e allenatore di pallacanestro croato
- 1974 - Roland Németh, ex velocista ungherese
- 1974 - Hermes Neves Soares, ex calciatore brasiliano
- 1974 - Zoltán Pető, ex calciatore ungherese
- 1974 - Nicola Pierpaoli, ex arbitro di calcio italiano
- 1974 - Victoria Silvstedt, modella, attrice e cantante svedese
- 1975 - Eudalio Arriaga, ex calciatore colombiano
- 1975 - Pol van Boekel, arbitro di calcio e ex calciatore olandese
- 1975 - Marica Coco, attrice italiana
- 1975 - Caroline Fourest, scrittrice, giornalista e regista francese
- 1975 - Aurelia Frick, politica e avvocata liechtensteinese
- 1975 - Carmelo Galati, attore italiano
- 1975 - Wiz Kudowor, artista ghanese
- 1975 - Giorgio Lucenti, allenatore di calcio e ex calciatore italiano
- 1975 - Vjačaslaŭ Makaranka, ex lottatore bielorusso
- 1975 - Tomas Masiulis, allenatore di pallacanestro e ex cestista lituano
- 1975 - Jérôme Monnet, ex cestista francese
- 1975 - Laurențiu Reghecampf, allenatore di calcio e ex calciatore rumeno
- 1975 - António Zambujo, musicista e cantante portoghese
- 1975 - Fabio Viale, scultore italiano
- 1976 - Raja Bell, ex cestista americo-verginiano
- 1976 - Marc Boutruche, ex calciatore francese
- 1976 - Sjarhej Cynkevič, arbitro di calcio e ex calciatore bielorusso
- 1976 - Jan Hlaváč, ex hockeista su ghiaccio ceco
- 1976 - Hikaru Kobayashi, ballerina giapponese
- 1976 - Ennio Meloni, autore televisivo, pubblicitario e commediografo italiano
- 1976 - Shawn Sawyers, ex calciatore giamaicano
- 1976 - Alison Sweeney, attrice televisiva statunitense
- 1976 - Jay Electronica, rapper statunitense
- 1977 - Erica Ash, attrice, cantante e modella statunitense († 2024)
- 1977 - Tasha Danvers, ex ostacolista britannica
- 1977 - Ryan Dusick, batterista statunitense
- 1977 - Josef Fares, regista, sceneggiatore e autore di videogiochi svedese
- 1977 - Marco Frusoni, tenore italiano
- 1977 - Rebecca Giddens, ex canoista statunitense
- 1977 - Valerij Hončarov, ex ginnasta ucraino
- 1977 - Kim Wraae Knudsen, canoista danese
- 1977 - Lior Lubin, cestista e allenatore di pallacanestro israeliano († 2024)
- 1977 - Adam Petrouš, ex calciatore ceco
- 1977 - Anastasija Reiberger, ex astista russa
- 1977 - Robert Moreno, allenatore di calcio spagnolo
- 1977 - Tommaso Rocchi, ex calciatore italiano
- 1977 - Emil Sutovskij, scacchista israeliano
- 1977 - Slobodanka Tuvić, ex cestista serba
- 1978 - Michelle Alves, supermodella brasiliana
- 1978 - Duncan Chow, attore, modello e velista cinese
- 1978 - Luca Dalla Vecchia, ex cestista italiano
- 1978 - Marcus Dunstan, sceneggiatore e regista statunitense
- 1978 - Julio Farías Cabello, ex rugbista a 15 argentino
- 1978 - Vanessa Gusmeroli, pattinatrice artistica su ghiaccio francese
- 1978 - Ramin Karimloo, attore e cantante iraniano
- 1978 - Brett Keisel, ex giocatore di football americano statunitense
- 1978 - Ognjen Koroman, ex calciatore serbo
- 1978 - Aleksandr Krestinin, allenatore di calcio e ex calciatore russo
- 1978 - Jorge López Montaña, ex calciatore spagnolo
- 1978 - Chantal Meek, canoista australiana
- 1978 - Manuela Pesko, ex snowboarder svizzera
- 1978 - Mariano Puerta, allenatore di tennis e ex tennista argentino
- 1978 - Dario Smoje, ex calciatore croato
- 1978 - Yuan Li, schermitrice cinese
- 1979 - Mohamed Armoumen, ex calciatore marocchino
- 1979 - Yvonne Cernota, bobbista tedesca († 2004)
- 1979 - Alan Osório da Costa Silva, ex calciatore brasiliano
- 1979 - Sara Di Vaira, personaggio televisivo e ballerina italiana
- 1979 - Joel Houston, cantautore australiano
- 1979 - Jang Young-ran, cantante e attrice sudcoreana
- 1979 - Kim Hyang-mi, ex tennistavolista nordcoreana
- 1979 - Jarno Laasala, produttore televisivo, stuntman e personaggio televisivo finlandese
- 1979 - Noémie Lenoir, modella e attrice francese
- 1979 - Brian Liebenberg, ex rugbista a 15 sudafricano
- 1979 - Natal'ja Merkulova e Aleksej Čupov, regista e sceneggiatrice russa
- 1979 - Tat'jana Muratova, pentatleta russa
- 1979 - Budi Sudarsono, ex calciatore indonesiano
- 1979 - Mikael Tellqvist, ex hockeista su ghiaccio svedese
- 1979 - Simon Vella, ex calciatore maltese
- 1980 - Edmond Azemi, dirigente sportivo e ex cestista kosovaro
- 1980 - J.R. Bremer, ex cestista e allenatore di pallacanestro statunitense
- 1980 - Phillip Buchanon, ex giocatore di football americano statunitense
- 1980 - Adrian Cann, ex calciatore e ex giocatore di calcio a 5 canadese
- 1980 - Teboho Edkins, regista statunitense
- 1980 - James Ellison, pilota motociclistico britannico
- 1980 - Roland Fischnaller, snowboarder italiano
- 1980 - Anthony Gardner, ex calciatore inglese
- 1980 - Asier Goiria, ex calciatore spagnolo
- 1980 - Wolfgang Hell, ex sciatore alpino italiano
- 1980 - Hong Soon-hak, ex calciatore sudcoreano
- 1980 - Frances Houghton, canottiera britannica
- 1980 - Salem Khamis, calciatore emiratino
- 1980 - Miroslava Knapková, canottiera ceca
- 1980 - Giōrgos Kōnstantī, ex calciatore cipriota
- 1980 - Amber Lancaster, modella e attrice statunitense
- 1980 - Kevin MacPhee, giocatore di poker statunitense
- 1980 - Tanya Reichert, attrice canadese
- 1980 - Oliver Risser, ex calciatore namibiano
- 1980 - Sergej Ryžikov, ex calciatore russo
- 1980 - Curt Toppel, ex pallavolista statunitense
- 1980 - Andy Turner, ex ostacolista britannico
- 1980 - Dimitri Yachvili, ex rugbista a 15 e opinionista francese
- 1981 - Atari Bigby, ex giocatore di football americano giamaicano
- 1981 - Alan Caligiuri, conduttore radiofonico e autore televisivo italiano
- 1981 - Damiano Cunego, ex ciclista su strada italiano
- 1981 - Rick DiPietro, ex hockeista su ghiaccio statunitense
- 1981 - Rika Fujiwara, ex tennista giapponese
- 1981 - Christian Gratzei, allenatore di calcio e ex calciatore austriaco
- 1981 - Piero Marchesi, politico svizzero
- 1981 - Franck Signorino, ex calciatore francese
- 1981 - Iman Zandi, ex cestista iraniano
- 1982 - Shaun Barker, ex calciatore inglese
- 1982 - Juan Pablo Cantero, cestista argentino
- 1982 - Enrico Chelodi, hockeista su ghiaccio italiano
- 1982 - Eléni Daniilídou, ex tennista greca
- 1982 - Dewi Driegen, modella olandese
- 1982 - Eduardo dos Reis Carvalho, allenatore di calcio e ex calciatore portoghese
- 1982 - Geōrgios Kantimirīs, ex calciatore greco
- 1982 - Bekim Kuli, allenatore di calcio e ex calciatore albanese
- 1982 - Jordan Parise, ex hockeista su ghiaccio statunitense
- 1982 - Columbus Short, attore e coreografo statunitense
- 1982 - Elena Zamolodčikova, ex ginnasta russa
- 1983 - Skepta, rapper inglese
- 1983 - Fabio Bollini, ex calciatore sammarinese
- 1983 - Simone Buti, ex pallavolista italiano
- 1983 - Eamon, cantautore, rapper e armonicista statunitense
- 1983 - Jussiê, ex calciatore brasiliano
- 1983 - Carl Landry, ex cestista statunitense
- 1983 - Joni Pitkänen, ex hockeista su ghiaccio finlandese
- 1983 - Borivoje Ristić, ex calciatore serbo
- 1983 - Tomáš Tujvel, calciatore slovacco
- 1983 - Ivica Vrdoljak, ex calciatore croato
- 1984 - Jennifer Abernathy, ex pallavolista statunitense
- 1984 - Aristide Bancé, ex calciatore ivoriano
- 1984 - Ali Ersan Duru, attore turco
- 1984 - Eva Marie, attrice, modella e ex wrestler statunitense
- 1984 - Lydia Hearst, attrice, modella e blogger statunitense
- 1984 - Antanas Kavaliauskas, ex cestista lituano
- 1984 - Pavel Kušnir, pianista, scrittore e attivista russo († 2024)
- 1984 - Flávio Paixão, ex calciatore portoghese
- 1984 - Marco Paixão, calciatore portoghese
- 1984 - Sebastián Matos, calciatore argentino
- 1984 - Taleb Nematpour, lottatore iraniano
- 1984 - Mickaël Niçoise, ex calciatore francese
- 1984 - Ángel Reyna, ex calciatore messicano
- 1984 - Shannon Rowbury, mezzofondista statunitense
- 1984 - Thaïs Blume, attrice spagnola
- 1984 - Danny Valencia, giocatore di baseball statunitense
- 1984 - Kevin Zegers, attore canadese
- 1985 - Zoë Chao, attrice e sceneggiatrice statunitense
- 1985 - Stefano Dicuonzo, allenatore di calcio e ex calciatore italiano
- 1985 - Ryōta Hayasaka, ex calciatore giapponese
- 1985 - Sarah Hunter, rugbista a 15 e allenatrice di rugby a 15 britannica
- 1985 - Alun Wyn Jones, ex rugbista a 15 britannico
- 1985 - Joseph Joyce, pugile britannico
- 1985 - Niels Klapwijk, pallavolista olandese
- 1985 - Mekeme Tamla Ladji, ex calciatore ivoriano
- 1985 - Maartje Paumen, hockeista su prato olandese
- 1985 - Daniel Pineda, lunghista cileno
- 1985 - Orlando Rincón, ex calciatore messicano
- 1985 - Arvin Slagter, ex cestista olandese
- 1985 - Nate Smith, cantante statunitense
- 1985 - Salomón Solano, ex giocatore di football americano e allenatore di football americano messicano
- 1985 - Song Joong-ki, attore sudcoreano
- 1985 - Gennaro Sorrentino, cestista italiano
- 1985 - Woodrow West, calciatore beliziano
- 1985 - Renee Young, commentatore televisivo e personaggio televisivo canadese
- 1986 - Leon Best, ex calciatore irlandese
- 1986 - Alemayehu Bezabeh, mezzofondista etiope
- 1986 - Alessandro Borghi, attore italiano
- 1986 - Martín Bravo, ex calciatore argentino
- 1986 - Gerald Ciolek, ex ciclista su strada tedesco
- 1986 - Grete Eliassen, ex sciatrice freestyle norvegese
- 1986 - Mario Escobar, arbitro di calcio guatemalteco
- 1986 - Ismaël Gace, calciatore francese
- 1986 - Céline Goberville, tiratrice a segno francese
- 1986 - Ken Gushi, pilota automobilistico giapponese
- 1986 - Silvana Imam, rapper lituana
- 1986 - Irena Martínková, ex calciatrice ceca
- 1986 - Lucie Martínková, calciatrice ceca
- 1986 - Mandy Musgrave, attrice statunitense
- 1986 - Sally Pearson, ex ostacolista e velocista australiana
- 1986 - Rodrigo Galo, ex calciatore brasiliano
- 1986 - Ariadna Romero, modella, showgirl e attrice cubana
- 1986 - Ilya Salmanzadeh, paroliere, compositore e produttore discografico svedese
- 1986 - Ryan Succop, giocatore di football americano statunitense
- 1986 - Sitaleki Timani, rugbista a 15 tongano
- 1986 - Peter Vack, attore, scrittore e regista statunitense
- 1986 - Angelina Valentine, attrice pornografica statunitense
- 1987 - Kayla Barron, astronauta statunitense
- 1987 - Tommie Campbell, giocatore di football americano statunitense
- 1987 - Derby Carrillo, calciatore salvadoregno
- 1987 - Chris Humphrey, ex calciatore giamaicano
- 1987 - Obi Metzger, calciatore sierraleonese
- 1987 - Nicolas Pallois, calciatore francese
- 1987 - Danielle Panabaker, attrice e regista statunitense
- 1987 - Melani Soriani, ex cestista argentina
- 1987 - Oguchi Uche, ex calciatore nigeriano
- 1988 - Alexander Bittroff, calciatore tedesco
- 1988 - Katrina Bowden, attrice e modella statunitense
- 1988 - Giorgio Brambilla, ex ciclista su strada italiano
- 1988 - Kenny Britt, giocatore di football americano statunitense
- 1988 - Mike Gomes, calciatore svizzero
- 1988 - Kirsten Haglund, modella statunitense
- 1988 - Maroua Ibrahmi, atleta paralimpica tunisina
- 1988 - Josiel Alves de Oliveira, calciatore brasiliano
- 1988 - Faye Reagan, ex attrice pornografica statunitense
- 1988 - Celine Song, regista, sceneggiatrice e drammaturga sudcoreana
- 1988 - Nahuel Valentini, calciatore argentino
- 1988 - Thiemo de Bakker, ex tennista olandese
- 1989 - Harold Alas, calciatore salvadoregno
- 1989 - Jacopo Costantini, attore italiano
- 1989 - Mohamed Coulibaly, ex nuotatore maliano
- 1989 - Federico Cristóforo, calciatore uruguaiano
- 1989 - Koffi Dan Kowa, ex calciatore ghanese
- 1989 - Jason DeRocco, pallavolista canadese
- 1989 - Victoria Dunlap, ex cestista statunitense
- 1989 - Daniel Ekedo, calciatore nigeriano
- 1989 - Tyreke Evans, cestista statunitense
- 1989 - Lorenza Izzo, attrice e modella cilena
- 1989 - Li Dan, ginnasta cinese
- 1989 - Nimali Liyanarachchi, mezzofondista cingalese
- 1989 - Valdiléia Martins, altista brasiliana
- 1989 - Chloé Mortaud, modella francese
- 1989 - Andrés Javier Mosquera, ex calciatore colombiano
- 1989 - Volkan Oezdemir, artista marziale misto svizzero
- 1989 - Gonzalo Ramos, attore spagnolo
- 1989 - Low Kidd, produttore discografico italiano
- 1989 - George Springer, giocatore di baseball statunitense
- 1989 - Elisa Templari, cestista italiana
- 1989 - Gustavo Toledo, ex calciatore argentino
- 1990 - Ahmet Ataýew, calciatore turkmeno
- 1990 - Rômulo Borges Monteiro, calciatore brasiliano
- 1990 - Stef Broenink, canottiere olandese
- 1990 - Pedro Coronas, calciatore portoghese
- 1990 - Julija Džyma, biatleta ucraina
- 1990 - Mário Fernandes, calciatore brasiliano
- 1990 - Saki Fukuda, attrice e cantante giapponese
- 1990 - Viktor Galović, ex tennista croato
- 1990 - Stephon Gilmore, giocatore di football americano statunitense
- 1990 - Savvas Gkentsoglou, ex calciatore greco
- 1990 - Josuha Guilavogui, calciatore francese
- 1990 - Dominik Hofbauer, ex calciatore austriaco
- 1990 - Raquel Infante, calciatrice portoghese
- 1990 - Aaron Maund, ex calciatore statunitense
- 1990 - Evgenij Novikov, pilota di rally russo
- 1990 - Petteri Pennanen, calciatore finlandese
- 1990 - Łukasz Pieniążek, pilota di rally polacco
- 1990 - Vojtěch Přeučil, calciatore ceco
- 1990 - Mohamed Safwat, tennista egiziano
- 1990 - Charles Sims, giocatore di football americano statunitense
- 1990 - Alexis Tanghe, cestista francese
- 1990 - Kieran Trippier, calciatore inglese
- 1990 - Alex Wilson, velocista giamaicano
- 1991 - Abdulaziz Al-Salimi, calciatore kuwaitiano
- 1991 - Pavel Antipov, cestista russo
- 1991 - Irina Avvakumova, saltatrice con gli sci russa
- 1991 - Marvin Benhaïm, attore francese
- 1991 - Andre Dawkins, ex cestista statunitense
- 1991 - Chloe Esposito, pentatleta australiana
- 1991 - Guido Fassina, giocatore di curling italiano
- 1991 - Eugenio Franceschini, attore italiano
- 1991 - Mehdi Khalil, calciatore libanese
- 1991 - Denis Linsmayer, calciatore tedesco
- 1991 - Helen Maroulis, lottatrice statunitense
- 1991 - C.J. McCollum, cestista statunitense
- 1991 - Ganiyu Oseni, ex calciatore nigeriano
- 1991 - Michele Palamini, maratoneta e mezzofondista italiano
- 1991 - Liam Palmer, calciatore scozzese
- 1991 - Senorise Perry, giocatore di football americano statunitense
- 1991 - Connor Shaw, giocatore di football americano statunitense
- 1991 - Tomas Vitonis, lunghista lituano
- 1991 - Majeed Waris, calciatore ghanese
- 1991 - Diego Zabala, calciatore uruguaiano
- 1991 - Julian von Schleinitz, ex slittinista tedesco
- 1992 - V"jačeslav Bobrov, cestista ucraino
- 1992 - Prichard Colón, ex pugile portoricano
- 1992 - Hollie Davidson, arbitro di rugby a 15 scozzese
- 1992 - Javier Espinosa, ex calciatore spagnolo
- 1992 - Srđan Grahovac, calciatore bosniaco
- 1992 - Erin Jackson, pattinatrice di velocità su ghiaccio statunitense
- 1992 - Lisa-Marie Karlseng Utland, ex calciatrice norvegese
- 1992 - Felix Klaus, calciatore tedesco
- 1992 - Jiro Kuroshio, wrestler giapponese
- 1992 - Brandley Kuwas, calciatore olandese
- 1992 - Jordi Masó, ex calciatore spagnolo
- 1992 - Emma Mukandi, calciatrice scozzese
- 1992 - Anzu Nagai, attrice e doppiatrice giapponese
- 1992 - Lasse Petry, ex calciatore danese
- 1992 - Diego Reyes, calciatore messicano
- 1992 - Firew Solomon, calciatore etiope
- 1992 - Larry Vásquez, calciatore colombiano
- 1992 - Deyver Vega, calciatore costaricano
- 1992 - Marc Vucinovic, ex calciatore tedesco
- 1993 - Mo Alie-Cox, giocatore di football americano statunitense
- 1993 - Ben Azubel, calciatore israeliano
- 1993 - Chan Hao-ching, tennista taiwanese
- 1993 - Cheick Sallah Cissé, taekwondoka ivoriano
- 1993 - Tiana Dockery, pallavolista statunitense
- 1993 - Fan Kexin, pattinatrice di short track cinese
- 1993 - Shameeka Fishley, calciatrice britannica
- 1993 - Lester Hayes, calciatore statunitense
- 1993 - Ben Heneghan, calciatore inglese
- 1993 - Pi'erre Bourne, produttore discografico, beatmaker e fonico statunitense
- 1993 - Tatsuki Nara, calciatore giapponese
- 1993 - Anna Olasz, nuotatrice ungherese
- 1993 - Mario Pavelić, calciatore austriaco
- 1993 - Andrea Pereira, calciatrice spagnola
- 1993 - Francisco Pizzini, calciatore argentino
- 1993 - Ixtiyor Ropiev, giocatore di calcio a 5 uzbeko
- 1993 - Ramona Straub, saltatrice con gli sci tedesca
- 1993 - Samvel Ter-Sahakyan, scacchista armeno
- 1994 - Elena Bertocchi, tuffatrice italiana
- 1994 - Ol'ga Birjukova, pallavolista russa
- 1994 - Mamadou Diallo, calciatore senegalese
- 1994 - Alex Etel, attore britannico
- 1994 - Robert Ivanov, calciatore finlandese
- 1994 - Luka Krajnc, calciatore sloveno
- 1994 - Mathiang Mathiang, ex calciatore sudsudanese
- 1994 - Gustavo Menezes, pilota automobilistico statunitense
- 1994 - Robert Nkemdiche, giocatore di football americano statunitense
- 1994 - Ihor Žurachovs'kyj, ex calciatore ucraino
- 1995 - Cosmin Achim, calciatore rumeno
- 1995 - Alex Aranburu, ciclista su strada spagnolo
- 1995 - Mahlon Romeo, calciatore antiguo-barbudano
- 1995 - Robin Bormuth, calciatore tedesco
- 1995 - Maarten Brzoskowski, ex nuotatore olandese
- 1995 - Antonio Cotán, calciatore spagnolo
- 1995 - Dario Di Martino, tiratore a segno italiano
- 1995 - Obi Enechionyia, ex cestista statunitense
- 1995 - Christopher Ezeala, giocatore di football americano tedesco
- 1995 - Greta Ferro, attrice e modella italiana
- 1995 - Guillermo Fratta, calciatore uruguaiano
- 1995 - J.J. Frazier, cestista statunitense
- 1995 - Martina Gelmetti, calciatrice italiana
- 1995 - Cheridene Green, cestista britannica
- 1995 - Felix Kammerer, attore austriaco
- 1995 - Ronald Kwemoi, mezzofondista keniano
- 1995 - Jaylen Morris, cestista statunitense
- 1995 - Guilherme Parede Pinheiro, calciatore brasiliano
- 1995 - Rachel Sennott, attrice statunitense
- 1995 - Karitas Tómasdóttir, calciatrice islandese
- 1995 - Brent Faiyaz, cantautore statunitense
- 1996 - Santiago Bellini, calciatore uruguaiano
- 1996 - Michal Bezpalec, calciatore ceco
- 1996 - Umut Bozok, calciatore francese
- 1996 - Chris Cadden, calciatore scozzese
- 1996 - Brandon Clarke, cestista canadese
- 1996 - Sabrina Claudio, cantautrice statunitense
- 1996 - Milan Dimun, calciatore slovacco
- 1996 - Anna Haak, pallavolista svedese
- 1996 - Elizaveta Kazelina, pattinatrice di velocità su ghiaccio russa
- 1996 - Tobias Kogler, ex sciatore alpino austriaco
- 1996 - Daniel Krutzen, ex calciatore belga
- 1996 - Frankie Luvu, giocatore di football americano figiano
- 1996 - Pia Mia, cantante, attrice e modella statunitense
- 1996 - Dejounte Murray, cestista statunitense
- 1996 - Naoki Nakamura, saltatore con gli sci giapponese
- 1996 - Chris Silva, cestista gabonese
- 1996 - Connor Swindells, attore e modello britannico
- 1996 - Michal Sáček, calciatore ceco
- 1996 - Enzo Trinidad, calciatore argentino
- 1996 - Ugly God, rapper e produttore discografico statunitense
- 1996 - Miki Villar, calciatore spagnolo
- 1996 - Claudine Vita, discobola tedesca
- 1996 - Steve Wijler, ex arciere olandese
- 1997 - Halima Aden, modella statunitense
- 1997 - Sacar Anim, cestista statunitense
- 1997 - Justin Briggs, cestista statunitense
- 1997 - Lukáš Daněk, combinatista nordico ceco
- 1997 - D.J. Davidson, giocatore di football americano statunitense
- 1997 - Mathías Espinoza, calciatore paraguaiano
- 1997 - Giovanny, calciatore brasiliano
- 1997 - Chase Jeter, cestista statunitense
- 1997 - Erik Jirka, calciatore slovacco
- 1997 - Moesha Johnson, nuotatrice australiana
- 1997 - Mihael Klepač, calciatore croato
- 1997 - Lena Kreundl, ex nuotatrice austriaca
- 1997 - Konrad Michalak, calciatore polacco
- 1997 - Sam Sloman, giocatore di football americano statunitense
- 1998 - Haley Batten, mountain biker statunitense
- 1998 - Jacob Bruun Larsen, calciatore danese
- 1998 - Kevin Danso, calciatore austriaco
- 1998 - Tierna Davidson, calciatrice statunitense
- 1998 - Miguel Ferreira de Sousa, calciatore portoghese
- 1998 - Khalia Lanier, pallavolista statunitense
- 1998 - Alessia Mazzaro, pallavolista italiana
- 1998 - Trae Young, cestista statunitense
- 1999 - Precious Achiuwa, cestista nigeriano
- 1999 - Guilherme Castilho, calciatore brasiliano
- 1999 - Diogo Costa, calciatore portoghese
- 1999 - Joshua Ezeudu, giocatore di football americano statunitense
- 1999 - Djibril Ouattara, calciatore burkinabé
- 1999 - Franco Sosa, calciatore argentino
- 1999 - Aiko Sugihara, ginnasta giapponese
- 1999 - Tommy Togiai, giocatore di football americano statunitense
- 1999 - Kaspar Treier, cestista estone
- 1999 - Xu Xiangyu, scacchista cinese
- 2000 - Kofi Balmer, calciatore nordirlandese
- 2000 - Evan Neal, giocatore di football americano statunitense
- 2000 - Jakob Ingebrigtsen, mezzofondista norvegese
- 2000 - Francesca Jones, tennista inglese
- 2000 - Marija Kravcova, ginnasta russa
- 2000 - Ivana Popovic, tennista australiana
- 2000 - Niels Vandeputte, ciclocrossista, ciclista su strada e mountain biker belga
- 2000 - Vicko Ševelj, calciatore croato
- 2000 - Valentin Țicu, calciatore rumeno

## XXI secolo(29)
- 2001 - Samuel Aldegheri, giocatore di baseball italiano
- 2001 - Isak Dybvik Määttä, calciatore norvegese
- 2001 - Shyla Heal, cestista australiana
- 2001 - Filippo Macchi, schermidore italiano
- 2001 - Jaroslava Mahučich, altista ucraina
- 2001 - D'Pharaoh Woon-A-Tai, attore canadese
- 2001 - Giorgi Moistsrapishvili, calciatore georgiano
- 2001 - Stefano Moreyra, calciatore argentino
- 2001 - Diant Ramaj, calciatore tedesco
- 2002 - Martina Armini, pallavolista italiana
- 2002 - Jon Karrikaburu, calciatore spagnolo
- 2002 - Ziyad Larkeche, calciatore francese
- 2002 - Iraklij Manelov, calciatore russo
- 2002 - Jona Niemiec, calciatore tedesco
- 2002 - Jason & Kristopher Simmons, attore statunitense
- 2002 - Nomcebo Zuma, regina sudafricana
- 2003 - Benjamín Domínguez, calciatore argentino
- 2003 - Franco Herrera, calciatore argentino
- 2003 - Lautaro Ovando, calciatore argentino
- 2003 - Babacar Sané, cestista senegalese
- 2003 - Claire Scheffel, nuotatrice artistica canadese
- 2003 - Thiago Schiavulli, calciatore argentino
- 2003 - Collins Sichenje, calciatore keniota
- 2003 - Alejo Véliz, calciatore argentino
- 2004 - Paddy McClafferty, calciatore gibilterriano
- 2004 - Matías Silva, calciatore uruguaiano
- 2005 - Lewis Koumas, calciatore gallese
- 2006 - Tommaso Brugnami, ginnasta italiano
- 2007 - Selin Telci, nuotatrice artistica turca

## Senza anno specificato(1)
- Natsuko Takahashi, sceneggiatrice giapponese